# František Josef Čečetka

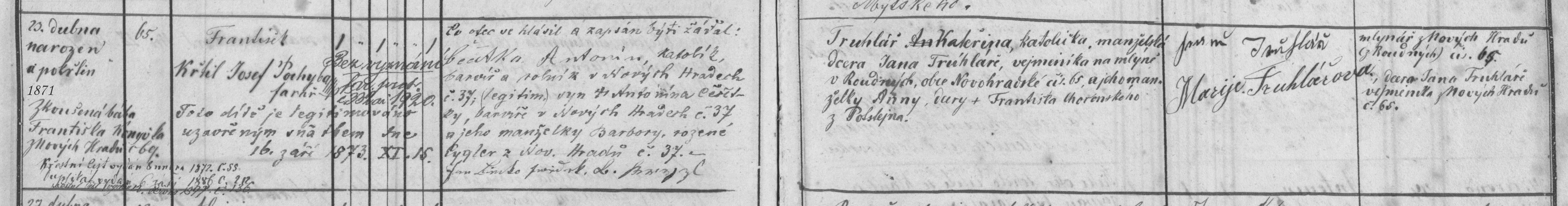
matriční zápis o narození a křtu Františka Čečetky (matrika N 1856-1890 Nové Hrady (SOA Zámrsk))

František Josef Čečetka (23. dubna 1871 Nové Hrady – 3. června 1942 Praha) byl český učitel a spisovatel.

## Život
Narodil se v rodině Antonína Čečetky (1852), barvíře a rolníka v Nových Hradech a Kateřiny Čečetkové-Truhlářové (1847–1882), svatbu měli 16. 9. 1873. Měl šest sourozenců, žádný z nich se nedožil dvou let.
Vystudoval gymnázium ve Vysokém Mýtě a učitelský ústav v Hradci Králové. Učil na chlapecké měšťanské škole v Nymburce, byl ředitelem v Městci Královém. V Nymburku přispíval do časopisů Nymbursko a Poděbradsko.
Byl historickým romanopiscem a dramatikem, publicistou. Psal romány, dramata, o české kultuře i díla pro děti a mládež. Za román Orlové velké armády byl jmenován důstojníkem francouzské akademie.
Používal pseudonym Jarka Rubín. Roku 1920 vystoupil z církve římskokatolické. Bydlel v Praze XIX Dejvice 1150.

## Dílo[4]
Ruch, pohyb i barva doby a její milostná podbarvení jsou vůdčím znakem rozsáhlého i různorodého díla plodného spisovatele, který čerpal náměty i ze soudobého života vesnického, městského a společenského. Historie je mu často jen rámcem událostí a osudů jinak zcela vymyšlených. Čečetka se odvážil i na životopisná románová pásma vynikajících historických osobností ...
Jaroslav Kunc

### Próza
- Velké děti: obraz ze života malých lidí – Velké Meziříčí: Šašek a Frgal, 1900
- Od kolébky do hrobu: lidopisné obrázky z Poděbradska – Praha: Václav Kotrba, 1900
- Nad západem: historické novelly – Praha: Edvard Leschinger, 1901
- Českým dětem k Vánocům – Poděbrady: František Hoblík, 1902
- Mendíček: historie žáčkova ze XVI. věku – s 5 původními vyobrazeními od Karla Ladislava Thumy. Nymburk: František Hrnčíř, 1903
- Od Ježíška – českým dětem. Poděbrady: V. Hoblík, 1903
- Srdce lidská – Praha: V. Kotrba, 1903
- Trest: historie lásky ze XVII. věku: z knihy Starosvětské obrázky – Poběbrady: V. Hoblík,1905
- Krásná Lija: historický obraz z XVIII. věku – Poděbrady: V. Hoblík, 1906
- Oběti lásky: starosvětské obrázky – ilustroval Josef Otakar Štěrba: Praha: E. Leschinger, 1908
- Bývávalo--: obrázky z XVIII. a XIX. století – Praha: František Topič, 1908
- Nad západem: historické novelly – ilustroval J. O. Štěrba. Praha: E. Leschinger, 1908
- Dcera exulantova – s ilustracemi Věnceslava Černého. Praha: Josef Richard Vilímek, 1909
- Lidoví doktoři: obrázky kulturně-historické – Praha: Mamert Knapp, 1909
- Rodné lány: dějepisné obrázky – Praha: Alois Hynek, 1909
- Z poháru života: desatero historických novell – Praha: Edward Beaufort, 1909[5]
- Staročeští žáčkové: povídky z české historie – ilustroval František Vysekal. Telč: Emil Šolc, 1910
- Rudá kniha: povídky o milování – Praha: E. Beaufort, 1910[6]
- Z české kroniky: tři historické povídky – Praha: M. Knapp, 1910
- Denník malé maminky: román – Praha: E. Beaufort, 1913
- Královský rychtář: román – Praha: E. Beaufort, 1913[7]
- Panská láska: novely – Praha: E. Beaufort, 1913
- Čím srdce hořela: románky a miniaturky z českých dějin – Praha: Nymburk: Jan Minář a spol., 1914
- Na středním Polabí: obrazy lidu a kraje – Praha: Císařský královský školní knihosklad, 1914
- Z minulosti pro budoucnost: obraz českých novověkých dějin – Pacov: Přemysl Plaček, 1915
- Život a dílo Františka Adolfa Šuberta: časová úvaha – František Josef Čečetka. Vzpomínky na Šuberta – Jan Krouský. Nymburk: J. Minář a spol., 1915
- Plameny lásky: povídky a kresby z české minulosti – Smíchov: Jan Kotík, 1918
- Bývali Čechové ...: historické obrázky – Pacov: P. Plaček, 1919
- Český legionář – Nymburk: Svatopluk Hrnčíř, 1919
- Čím je život bez lásky – České Budějovice: Jan Svátek, 1919
- Děti z perníkové chaloupky: obrázek ze XVI. věku – Nymburk: S. Hrnčíř, 1919
- Hrdina práce: historie českého člověka v režné haleně – Nymburk: S. Hrnčíř, 1919
- Na lovčím zámku: obrázek ze zlatého věku v Čechách – Nymburk: S. Hrnčíř, 1919
- Pro zlaté ostruhy: z kroniky o bratru Janu Žižkovi – Nymburk: S. Hrnčíř, 1919
- Světa nepředěláš: stará pohádka česká – Nymburk: S. Hrnčíř, 1919
- Trojí zjevení: kronika o Mistru Janu Husovi – Nymburk: S. Hrnčíř, 1919
- 1620: památce Bílé Hory – se 7 obrázky Karla Javůrka a velkým státním znakem od R. Vonky. Nymburk: S. Hrnčíř, 1920
- Čeští dragouni-holobrádci: lístek z věnce slávy české udatnosti – Nymburk: S. Hrnčíř, 1920
- Meč Bruncvíkův: ze staré kroniky české – Nymburk: S. Hrnčíř, 1920
- Mozart: román genia – Praha: Josef Elstner, 1920
- Večer: ze života českého malíře Petra Brandla – Nymburk: S. Hrnčíř, 1920
- Vyděděnci: román z doby pobělohorské – Praha: Šolc a Šimáček, 1920
- Černá madona: román – Praha: Šolc a Šimáček, 1921
- Horká lázeň: starosvětské románky – Praha: Bedřich Stýblo, 1921
- Světlo v temnotách – s obrázky Oldřicha Cihelky. Nymburk: S. Hrnčíř, 1921
- Korálové trsy: květy moře věčnosti – Nymburk: S. Hrnčíř, 1922
- Petr Brandl – poctěno cenou Václava Beneše Třebízského. Praha: Šolc a Šimáček, 1922[8]
- Venuše a jiná prosa – Praha: Melantrich, 1922
- Samson a Dalila – Praha: Šolc a Šimáček, 1923
- Zlatý prut: obrazy lidu a kraje – Praha: Státní nakladatelství, 1923
- Dobrodruh: historický román (Kelley) – ilustroval Věnceslav Černý. Praha: J. R. Vilímek, 1924[9]
- Husitská nevěsta: historický román – ilustroval V. Černý. Praha: J. R. Vilímek, 1924[10]
- Jan Žižka: život a dílo geniálního vůdce národa – Praha: Šolc a Šimáček, 1924[11]
- Jan Žižka z Trocnova a Kalichu: k 500. výročí smrti národního hrdiny – Nymburk: S. Hrnčíř, 1924[12]
- Královský rychtář: román – Praha: E. Beaufort, 1924
- Krásné hříšnice: historické povídky – ilustroval V. Černý. Praha: J. R. Vilímek, 1924
- Valdštejn: historický román – ilustroval O. Cihelka. Praha: J. R. Vilímek, 1924[13]
- Židovka: historický obraz z XVIII. věku – Praha: J. R. Vilímek, 1925[14]
- Bartoň, pes a já: ztřeštěné historie z pražského ovzduší – Praha: J. Svátek, 1925
- Jan Žižka: život a dílo bojovníka zákona božího – Praha: J. Elstner, 1925
- Ve lví stopě: Husitská trilogie. [I] Jan Žižka z Trocnova: román o národním bohatýru (1924). [II] Sirotci: historický román (1926).[15] [III] Král Jiří z Poděbrad: historický román (1926)[16] – obrazová výzdoba V. Černého. Praha: J. R. Vilímek
- Bílí husaři; Hraběnka Isolda; Střevíčky pro milou – Praha: J. R. Vilímek, 1926[17]
- Černé oči: historický román – ilustroval V. Černý. Praha: J. R. Vilímek, 1926
- Don Juan: historický román – ilustroval V. Černý. Praha: J. R. Vilímek, 1926
- Silná srdce – Praha: Sfinx, 1926
- Bílá Hora: povídky z doby ponížení českého národa – Praha: J. R. Vilímek, 1927[18]
- Kantor Vavřín: obrázek ze staré školy – ilustroval František Vrobel. Mladá Boleslav: Karel Vačlena, 1927
- Mistr Jan Hus: historický román – ilustroval V. Černý. Praha: J. R. Vilímek, 1927[19]
- Orlové velké armády, román Napoleonovy lásky, slávy a jeho pádu, čtyři díly: Slavkov (1928), Berezina (1928), Waterloo (1929), Orlík (1929) – ilustroval Zdeněk Burian. Praha: J. R. Vilímek
- Zlatý prut – Praha: Státní nakladatelství, 1928
- Medusa: román – Praha: Šolc a Šimáček, 1929
- Dvaatřicet loupežníků – ilustroval Josef Kočí. Praha: J. R. Vilímek, 1930
- Kurtisána: román – Praha: Bohumil Janda, 1930[20]
- Maří Magdalena: román – ilustroval Otto Ušák. Praha: J. R. Vilímek, 1930[21]
- Selská vojna: trilogie. Vojačka. Selský císař. Adamité – Ilustroval Josef Kočí. Praha: J. R. Vilímek, 1931
- Hanka – soubor realistických povídek, jejichž děj se odehrává v autorově současnosti. Praha: J. R. Vilímek, 1932 [22]
- Král Václav IV. tragedie královská – ilustroval V. Černý. Praha: J. R. Vilímek, 1932[23]
- Tělo, svět, ďábel: román – ilustroval J. Kočí. Praha: J. R. Vilímek, 1932
- Hra o srdce: román – Praha: J. Elstner, 1933
- Učitelka: román – Praha: J. Elstner, 1933
- Za vlast, víru, svobodu. Díl I – Praha: J. Elstner, 1933
- Za vlast, víru, svobodu. Díl II – Praha: J. Elstner, 1933[24]
- Učitel Pavlát: román – Praha: J. Elstner, 1934
- Román císařovny: čtyřdílný historický román o Marii Terezii, jednotlivé díly mají tyto názvy: Paridovo jablko,[25] Zlatá oblaka,  Resignace, Matka a syn.[26] – Praha: J. Elstner, 1935
- Angelina, bílá sestra: román – Praha: J. Elstner, 1936
- Vichřice hněvu – Vrchlabí: Josef Krbal, 1936
- Žid Baruch. 1. Z ghetta do světa.[27] 2. Růže z Judeji.[28] 3. Tanec Miliónů.[29] – Praha: Šolc a Šimáček, 1938
- Národ: historický román – ilustroval Jan Goth. Praha: J. R. Vilímek, 1938
- Malý hrdina: příběh z bojů za svobodu na Slovensku – ilustroval V. Černý. Praha: J. R. Vilímek, 1938
- Malá maminka: zpověď mladé ženy o kotrmelcích vlastního života – Praha: J. Elstner, 1939
- Mexický císař: románová trilogie o Maxmiliánovi I.: Princ z Miramare: tisíc dnů Maxmilianova císařství v Mexiku (1939), Rudý president (1940), La Paloma (1940). Praha: J. Elstner,
- Zlatá stezka – ilustroval J. Goth. Praha: J. R. Vilímek, 1939
- Syn císařovny: historický román o Josefu II. – Praha: J. Elstner, 1939[30]

### Drama
- Adamita: historická hra o 4 jednáních – Poděbrady: V. Hoblík, 1905
- Bakalář: historická hra ze XVI. věku o 3 dějstvích – Praha: E. Leschinger, 1908
- Král Jiří z Poděbrad: historická hra o čtyřech dějstvích – Praha: E. Leschinger, 1909
- Kometa: komedie ze zlatých časů o 3 dějstvích – Praha: M. Knapp, 1910
- Rokoková princezna: veselohra o 3 dějstvích – Praha: M. Knapp, 1911
- Cizoložnice: historická veselohra o jednom dějství – Praha: P. Plaček, 1911[31]
- Zlatokvět: pohádka o štěstí v 5 obrazích – Praha: P. Plaček, 1917[32]
- Učitelka: hra o 3 dějstvích – Praha: Emil Šolc, 1919
- Děti republiky: dvě slavnostní scény – Pacov: P. Plaček, 1919[33]
- Sluníčko: veselohra o třech dějstvích – Praha: Šolc a Šimáček, 1920
- Matka: hra o 3 dějstvích; Brouček hrdina: Dětská scéna; Princezna Peluška: hra o 1 dějství – Nymburk: S. Hrnčíř, 1921
- Mladé víno: veselohra o 1 dějství; Mimosa: hra o 1 dějství. Praha: J. Svátek, 1921
- Píseň mládí: komedie o 4 dějstvích – Praha: Evžen K. Rosendorf, 1925[34]

### Jiné
- Královéměstecko: monografie okresu s obrázky z lidového života – upravil. Praha: vlastním nákladem, 1896
- Památník čtvrtstoleté činnosti sboru dobrovolných hasičů v Poděbradech, vydal ku dni 17. a 18. srpna 1901: 1876–1901 – sestavil. Poděbrady: v. n., 1901
- Národní školství Poděbradska: díl II. popisu politického okresu poděbradského – práce učitelstva okresu poděbradského; část slovní F. J. Čečetka, část obrazovou F. Brzák. Poděbrady: Reakční komitét, 1906
- Poděbradsko: Obraz minulosti a přítomnosti. Popis politického okresu Poděbradského. Práce učitelstva okresu – slovní část F. J. Čečetka, obrazovou část F. Brzák. Poděbrady: Redakční komitét, 1906
- Rieger: velký historický kalendář na obyčejný rok 1918. Ročník 14 – redakce. Praha: Alois Wiesner, 1917

- Království české. VII., Severo-východní Čechy – popisují Antonín Martínek, Jan Pávek, František Kulhánek, F. J. Čečetka, Jan Hellich, Václav Fejfar, František Páta, Josef Bernard, František Bareš, Josef Š. Svoboda, Karel Sellner, Karel Žádník, František V. Vávra a František Mizera. Praha: Pavel Körber, 1919
- Klostermann mládeži: výbor ze spisů Karla Klostermanna – upravil. Praha: J. R. Vilímek, 1923
- Tři mušketýři po dvaceti letech – Alexander Dumas; dle překladu Václava Beneše-Šumavského; pro mládež upravil; ilustroval Raymond de La Nézière. Praha: J. R. Vilímek, 1924